# RZA
勞勃·費茲傑羅·迪格（英語：Robert Fitzgerald Diggs，1969年7月5日—）或稱藝名RZA（/ˈrɪzə/ RIZ-ə），是美國饒舌男歌手、音樂製作人、音樂家、演員、導演、編劇、監製和作家。身為嘻哈界知名人物的他同時也是武當幫的領導者，並製作了大多數的武當幫專輯及多支單曲。RZA是武當幫其中兩名成員GZA與骯髒壞傢伙的堂兄弟。在成立武當幫前，他是恐怖核團體Gravediggaz的創始成員，在當時他以The RZArector作為藝名。
自1990年代末以來，RZA也持續參與影視圈的製作。較著名的作品如電影《追殺比爾》（2003年）、《追殺比爾2：愛的大逃殺》（2004年）、《美國黑幫》（2007年）、《玩命特區》（2014年）和《無名弒》（2021年），以及電視劇《加州靡情》（2012年）和《黑白道》（2014年）。2012年，RZA推出了身兼編劇、導演和演員的電影《鐵拳無敵》。
RZA以製作靈魂樂及稀疏節拍風格的音樂而聞名，並已被證明有著崇高的影響力。《The Source》將他列入該雜誌二十年來史上最偉大音樂製作人名單中的第20名。《Vibe》將他列為史上最佳的八大嘻哈製作人之一。《新音樂快遞》則將他列入史上最偉大的50位製片人名單之中。

## 外部連結
- RZA在Allmusic上的頁面
- RZA在互联网电影资料库（IMDb）上的資料（英文）